# Wyżyny Appalaskie
Wyżyny Appalaskie (ang. Appalachian Plateau lub Appalachian Plateaus) – pas wyżyn we wschodniej części Stanów Zjednoczonych, biegnący wzdłuż łańcucha górskiego Appalachów, po jego zachodniej stronie. Rozciąga się od terytorium stanu Nowy Jork na północnym wschodzie, przez Pensylwanię, Wirginię Zachodnią, Ohio, Kentucky i Tennessee, po Alabamę na południowym zachodzie. Niewielkie fragmenty znajdują się także w granicach stanów Maryland, Wirginia i Georgia.
W obrębie Wyżyn Appalaskich wyszczególnia się wyżyny Allegheny i Cumberland oraz pasma górskie Catskill, Pocono, Allegheny i Cumberland. Obszar wyżyn zbudowany jest ze skał osadowych, w tym piaskowców, zlepieńców i łupków, nagromadzonych w erze paleozoicznej. Urozmaicona rzeźba terenu jest wynikiem procesów fluwialnych. 
Znajdują się tu największe na terenie Stanów Zjednoczonych złoża węgla, a także znaczne złoża wapienia, rud żelaza (w dużym stopniu wyeksploatowane), ropy naftowej i gazu ziemnego.